# 33 Pułk Fizylierów (Cesarstwo Niemieckie)
33 Pułk Fizylierów im. Hrabiego Roona (1 Wschodniopruski) (niem. Füsilier-Regiment „Graf Roon“ (Ostpreußisches) Nr. 33)  – pułk piechoty niemieckiej okresu Cesarstwa Niemieckiego.
Pułk został sformowany 6 marca 1749. Stacjonował w Gąbinie . Wchodził w skład I Korpusu Armijnego . Wiosną 1914 był w strukturze 2 Dywizji Piechoty.
W wyniku mobilizacji, w sierpniu 1914 pułk osiągnął gotowość bojową i w składzie 4 Brygady Piechoty 2 Dywizji został wysłany na front wschodni.

## Bibliografia

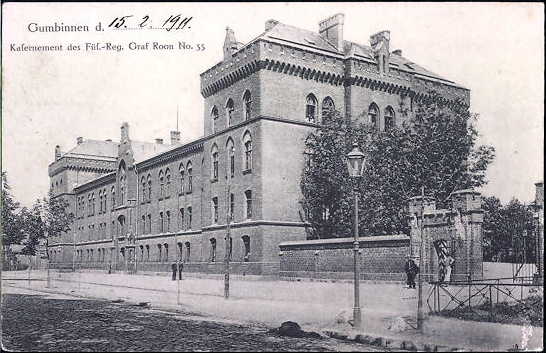
Koszary regimentu